# Sadove, Litîn
Sadove (în ucraineană Садове) este un sat în comuna Selîșce din raionul Litîn, regiunea Vinnița, Ucraina.

## Demografie
Componența lingvistică a localității Sadove
     Ucraineană (99,29%)
     Alte limbi (0,71%)
Conform recensământului din 2001, majoritatea populației localității Sadove era vorbitoare de ucraineană (99,29%), existând în minoritate și vorbitori de alte limbi.